# Olympische Sommerspiele 1904/Leichtathletik – Diskuswurf (Männer)
Der Diskuswurf der Männer bei den Olympischen Spielen 1904 in St. Louis wurde am 3. September 1904 im Francis Field entschieden. Den Werfern standen sechs Versuche zur Verfügung. Da sich nach dem regulären Wettkampf ein Gleichstand auf Platz eins und zwei ergab, bekamen die beiden betroffenen Teilnehmer weitere Würfe, deren jeweils bester über die Reihenfolge entschied.
So wurde der US-Amerikaner Martin Sheridan Olympiasieger, Silber ging an seinen Landsmann Ralph Rose. Der Grieche Nikolaos Georgandas gewann die Bronzemedaille.

## Rekorde
Die damals bestehenden Weltrekorde waren noch inoffiziell.
| Weltrekord         | 40,715 m | Martin Sheridan | USA    | 1902                                 |
| Olympischer Rekord | 36,04 m  | Rudolf Bauer    | Ungarn | Finale OS Paris (FRA), 14. Juli 1900 |

Folgende Rekorde wurden in dieser Disziplin bei den Olympischen Spielen 1904 gebrochen oder eingestellt:
| OR  | 39,28 m | Ralph Rose      | USA | 3. September |
| ORe | 39,28 m | Martin Sheridan | USA | 3. September |

## Ergebnis
|       |                     |              | Weite (m) | Weite (m)  |
| Platz | Athlet              | Land         | Wettkampf | Stichkampf |
| ----- | ------------------- | ------------ | --------- | ---------- |
| 1     | Martin Sheridan     | USA          | 39,28 OR  | 38,97      |
| 2     | Ralph Rose          | USA          | 39,28 OR  | 36,74      |
| 3     | Nikolaos Georgandas | Griechenland | 37,68000  |            |
| 4     | John Flanagan       | USA          | 36,15000  |            |
| 5     | John Biller         | USA          | k. A.000  |            |
| 6     | James Mitchel       | USA          | k. A.000  |            |

US-amerikanische Werfergarde (von links nach rechts): John Flanagan, Martin Sheridan und James Mitchel

An diesem Wettbewerb waren sechs Athleten beteiligt. Martin Sheridan und Ralph Rose lieferten sich einen spannenden Zweikampf um den Sieg. Nach dem Vorkampf hatte Sheridan noch auf Platz drei gelegen, übertraf dann mit seinem nächsten Wurf den Griechen Nikolaos Georgandas. Nach sechs Würfen lagen Rose und Sheridan beide mit der olympischen Rekordweite von 39,28 m gemeinsam an der Spitze. Die damaligen Regeln sahen noch nicht vor, dass bei Gleichstand der zweitbeste Wurf zählt, sodass das Kampfgericht weitere Würfe für die beiden Führenden anordnete. Martin Sheridan setzte sich mit der besseren Weite durch und wurde so nach Rang vier im Kugelstoßen Olympiasieger vor Ralph Rose, der vorher im Kugelstoßen Gold und im Hammerwurf Bronze gewonnen hatte.
Dritter wurde Nikolaos Georgandas, der im Kugelstoßen wegen seiner unerlaubten Technik noch disqualifiziert worden war. Der Sieger vom Hammerwurf und Silbermedaillengewinner im Gewichtwurf, John Flanagan, belegte den vierten Platz vor dem Bronzemedaillengewinner im Standweitsprung, John Biller, und dem Gewichtwurf-Dritten James Mitchel, der auch Vierter im Hammerwurf wurde.
Zu den Weiten im Hauptwettkampf gibt es in den verwendeten Quellen fast keine Abweichungen, einzig die Weite für den Dritten wird auf der IOC-Seite mit einem Zentimeter weniger angegeben als bei den anderen Quellen.

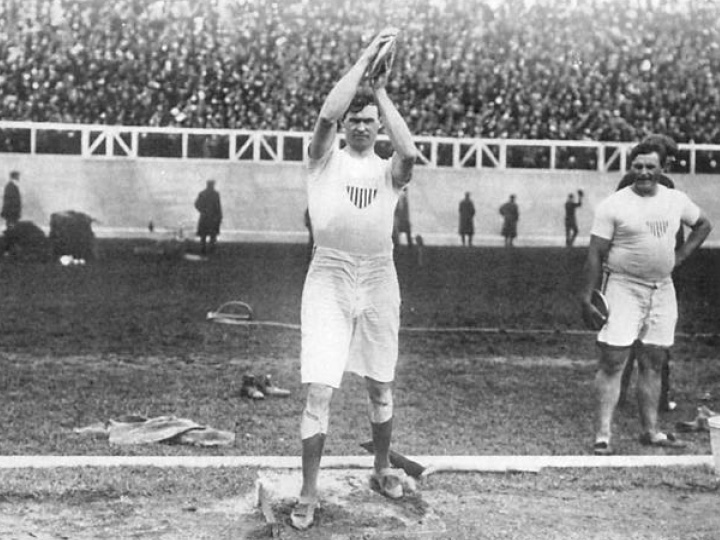
Goldmedaillengewinner Martin Sheridan, auch Vierter im Kugelstoßen
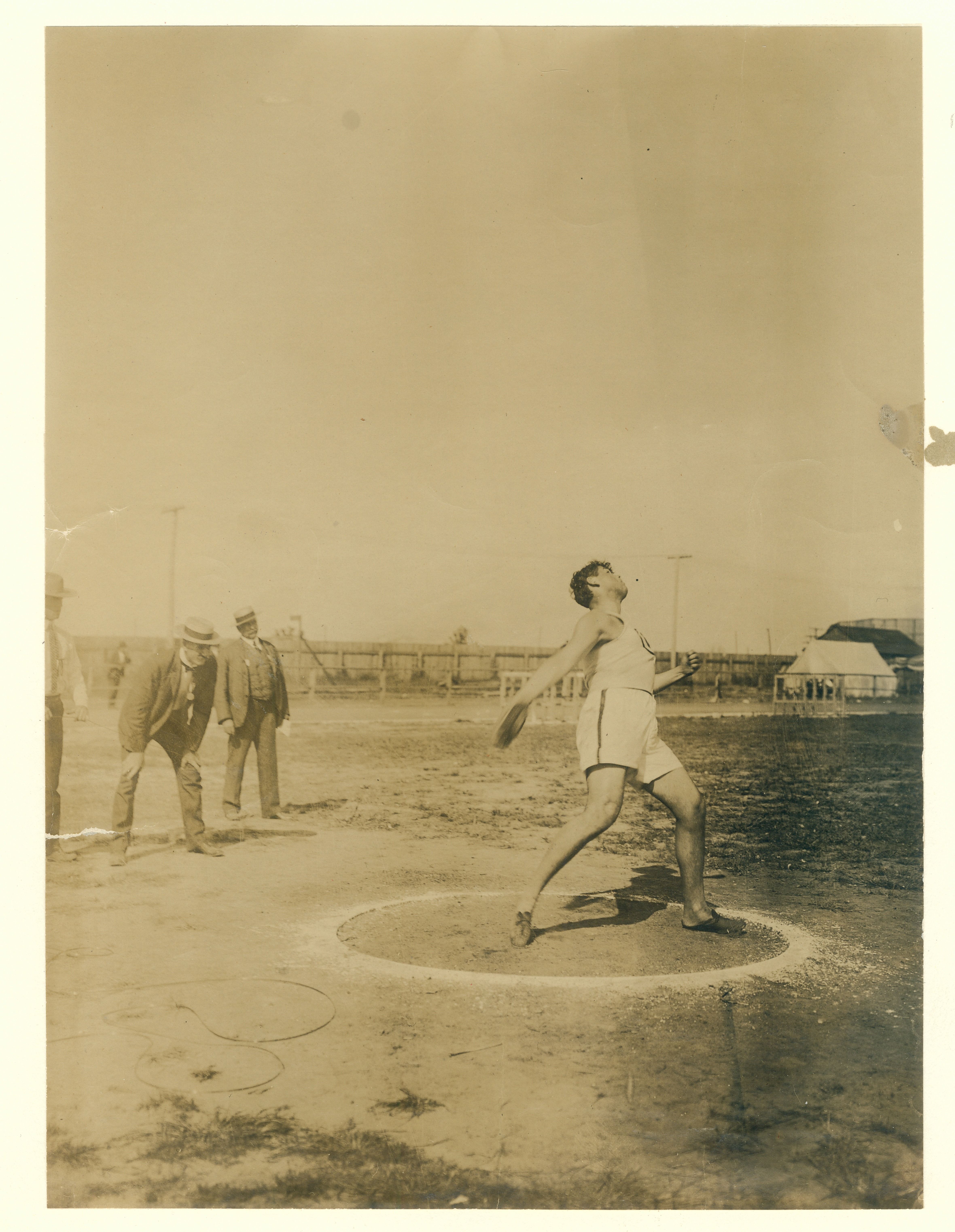
Der Olympiazweite Ralph Rose, Olympiasieger im Kugelstoßen und Dritter im Hammerwurf
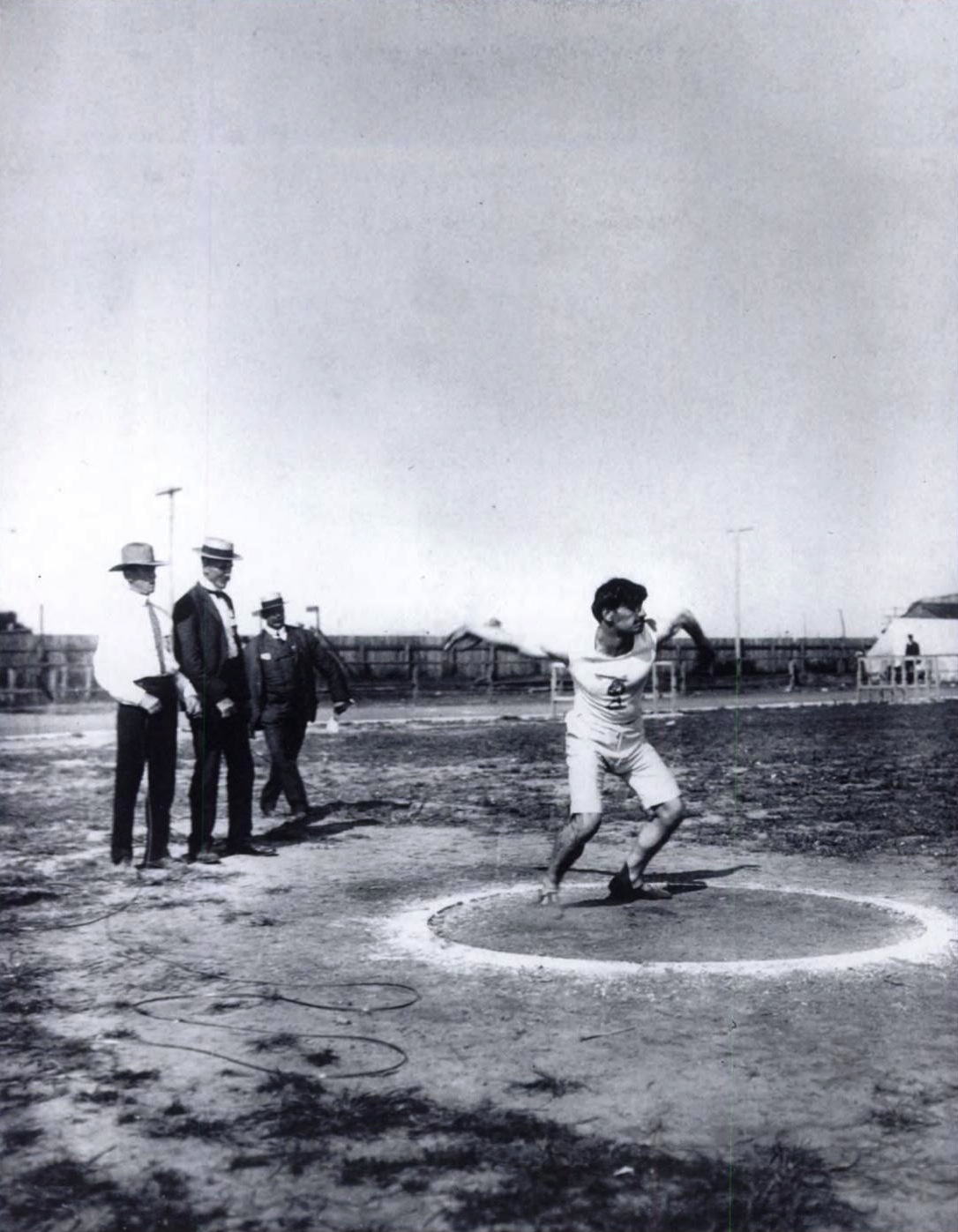
Der Olympiadritte Nikolaos Georgandas

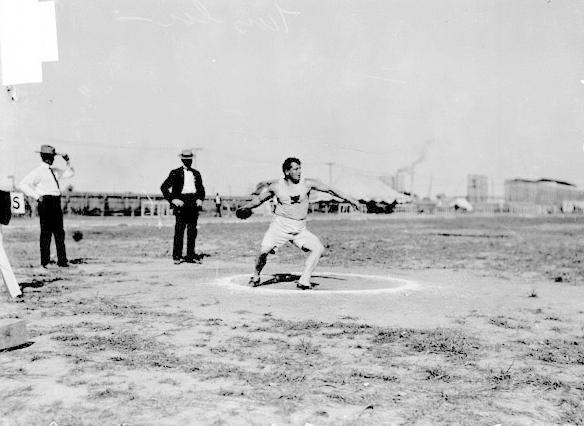
John Flanagan, Vierter im Diskuswurf, Zweiter im Gewichtwurf, Sieger im Hammerwurf
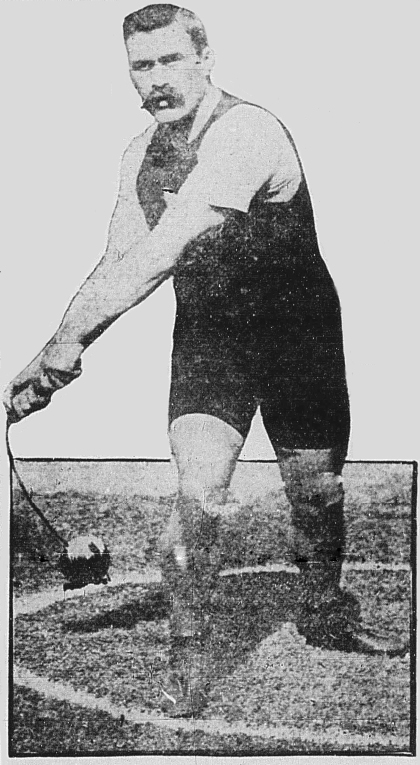
James Mitchel, Sechster im Diskuswurf, Fünfter im Hammerwurf, Dritter im Gewichtwurf – hier in einer Aufnahme von 1906